# چروینچیتسه
چروینچیتسه (به لهستانی:  Czerwięcice) یک روستا در لهستان است که در گمینا رودنگک (استان سیلسیان) واقع شده‌است. چروینچیتسه ۱۳۰ نفر جمعیت دارد.